# Jurij Zacharevitj
Jurij Ivanovitj Zacharevitj (ryska: Юрий Иванович Захаревич), född 18 januari 1963 i Dimitrovgrad, är en före detta sovjetisk tyngdlyftare.
Zacharevitj blev olympisk guldmedaljör i 110-kilosklassen i tyngdlyftning vid sommarspelen 1988 i Seoul.